# Rio Gosta
O Rio Gosta é um rio da Romênia, afluente do Valea Padeşului, localizado no distrito de Timiş.